# Epiphragma fuscofasciatum
Epiphragma fuscofasciatum är en tvåvingeart som beskrevs av Alexander 1931. Epiphragma fuscofasciatum ingår i släktet Epiphragma och familjen småharkrankar. Inga underarter finns listade i Catalogue of Life.